# Europaparlamentsvalet i Litauen 2004
Europaparlamentsvalet i Litauen 2004 ägde rum söndagen den 13 juni 2004. Drygt 2,6 miljoner personer var röstberättigade i valet om de tretton mandat som Litauen hade tilldelats innan valet. I valet tillämpade landet ett valsystem med partilistor, d’Hondts metod och en spärr på 5 procent för småpartier. Litauen var inte uppdelat i några valkretsar, utan fungerade som en enda valkrets i valet. Valet var det första Europaparlamentsvalet som hölls i Litauen, som hade anslutit sig till unionen den 1 maj 2004.
Valets stora vinnare var Darbo Partija, som vann mer än 30 procent av alla röster. Det innebar att partiet erhöll fem mandat och blev det överlägset största partiet i valet. På andra plats kom Litauens socialdemokratiska parti med drygt 14 procent av rösterna och två mandat. Lika många mandat vann Fosterlandsförbundet – Litauiska kristdemokrater och Liberala centerunionen. Även de två nationalkonservativa partierna Lietuvos valstiečių liaudininkų sąjunga och Ordning och rättvisa vann ett mandat var. I övrigt lyckades inget parti passera femprocentsspärren, vilket innebar att en stor andel röster hade avlagts på partier som inte erhöll något mandat.
Valdeltagandet var förhållandevis högt för att vara i en östeuropeisk medlemsstat. Nästan hälften, 48,38 procent, av de röstberättigade valde att rösta i valet. Det var något över snittet för valdeltagandet i hela unionen och det högsta i de åtta östeuropeiska medlemsstater som hade anslutit sig till unionen en månad innan valet. Valdeltagandet var dessutom högre än i det litauiska parlamentsvalet som hölls senare under 2004.

## Valresultat
| |         |  |           |        |
| | Andel   |  | Antal     | Mandat |
| Darbo Partija                                                                                        | 30,16 % |  | 363 996   | 5      |
| Darbo Partija                                                                                        |         |  |           |        |
| Litauens socialdemokratiska parti                                                                    | 14,43 % |  | 174 124   | 2      |
| Litauens socialdemokratiska parti                                                                    |         |  |           |        |
| Fosterlandsförbundet – Litauiska kristdemokrater                                                     | 12,58 % |  | 151 833   | 2      |
| Fosterlandsförbundet – Litauiska kristdemokrater                                                     |         |  |           |        |
| Liberala centerunionen                                                                               | 11,23 % |  | 135 601   | 2      |
| Liberala centerunionen                                                                               |         |  |           |        |
| Lietuvos valstiečių liaudininkų sąjunga                                                              | 7,41 %  |  | 89 452    | 1      |
| Lietuvos valstiečių liaudininkų sąjunga                                                              |         |  |           |        |
| Ordning och rättvisa                                                                                 | 6,83 %  |  | 82 420    | 1      |
| Ordning och rättvisa                                                                                 |         |  |           |        |
| Övriga partier och kandidater                                                                        | 17,37 % |  | 209 644   | 0      |
| Övriga partier och kandidater                                                                        |         |  |           |        |
| Ogiltiga och blanka röster                                                                           | 6,00 %  |  | 76 980    | 0      |
| Ogiltiga och blanka röster                                                                           |         |  |           |        |
| Valdeltagande                                                                                        | 48,38 % |  | 1 284 050 | 13     |
| Valdeltagande                                                                                        |         |  |           |        |
| Antal röstberättigade 2 654 311 02 EPP-ED 02 PES 07 ALDE 00 G/EFA 00 GUE/NGL 00 IND/DEM 02 UEN 00 NI |         |  |           |        |